# Верхняя Заимка (Бурятия)
Ве́рхняя Заи́мка — село в Северо-Байкальском районе Бурятии. Образует сельское поселение «Верхнезаимское».

## География
Расположено в 51 км к северо-востоку от районного центра, посёлка городского типа Нижнеангарска, на правом берегу Верхней Ангары, к югу — в 11 км от станции Кичера на Байкало-Амурской магистрали в одноимённом посёлке и 8,5 км от автодороги Северобайкальск — Новый Уоян — Таксимо.

## История
В 1932 году на базе рыболовецкой артели организован колхоз «Коммунизм». В 1933 году — колхоз им. Будённого. Основным занятием было рыболовство — земледелие, животноводство, охота представляли подсобный промысел. В Верхней Заимке были построены электростанция, радиоузел, пилорама, клуб, ясли, медпункт, начальная школа. В 1939 году образован сельсовет. 
В связи с строительством БАМа в 1980 году был организован совхоз «Ангарский», специализирующийся в молочно-овощном направлении хозяйства. Совхоз располагал крупной молочно-товарной фермой, теплицами, зернохранилищами, нефтебазой, гаражами и др. В селе базировалась механизированная колонна, был открыт лесозаготовительный пункт. Построены средняя школа, детский сад, врачебная амбулатория и др. В 1994 году совхоз распался. В 2009 году построено здание новой школы, открыта пожарная часть.

## Население
| 2002 | 2010 | 2012 | 2013 | 2014 | 2015 | 2016 |
| ---- | ---- | ---- | ---- | ---- | ---- | ---- |
| 681  | ↘616 | ↗618 | ↘611 | ↘594 | ↗597 | ↗599 |
| 2017 | 2018 | 2019 | 2020 | 2021 | 2023 | 2024 |
| ↘589 | ↘579 | ↘572 | ↘559 | ↘508 | ↘486 | ↘478 |

## Инфраструктура
Администрация сельского поселения, средняя общеобразовательная школа, детский сад, Дом культуры, библиотека,  фельдшерско-акушерский пункт, пожарная часть, почтовое отделение, три территориально-общественных самоуправления (ТОС), жилищно-коммунальное хозяйство (ЖКХ).